# 각성
각성(覺醒, 영어: arousal)은 깨거나 또는 자극에 반응을 보이는 생리적, 심리적 상태이다. 이는 증가된 심박수 및 혈압과 감각 각성, 이동성 및 응답할 준비의 상태에 이어지는, 뇌줄기의 망상 활성계, 자율신경계통과 내분비계통의 활성화를 수반한다.
각성은 깨어나거나 감각 기관이 지각 지점까지 자극되는 생리적, 심리적 상태이다. 이는 각성, 자율신경계 및 내분비계를 중재하는 뇌의 상행망상활성계(Ascending reticular activating system, ARAS)를 활성화하여 심박수와 혈압을 증가시키고 감각적 기민성, 욕구, 이동성 및 정신 상태를 향상시킨다.
각성은 여러 신경 시스템에 의해 매개된다. 각성 상태는 ARAS에 의해 조절된다. ARAS는 뇌간에서 시작되어 피질 전체로 확장되는 연결을 형성하는 5가지 주요 신경 전달 물질 시스템의 투영으로 구성된다. ARAS 내의 활동은 신경전달물질인 노르에피네프린, 아세틸콜린, 도파민, 세로토닌 및 히스타민을 방출하는 뉴런에 의해 조절된다.
이러한 뉴런의 활성화는 대뇌 피질의 활동을 증가시키고 결과적으로 주의력을 향상시킨다.
각성은 의식, 주의력, 주의력 및 정보 처리를 조절하는 데 중요하다. 이는 이동성, 영양 추구, 투쟁-도피 반응 및 성적 활동(마스터스와 존슨의 인간 성적 반응 주기의 각성 단계)과 같은 특정 행동에 동기를 부여하는 데 중요하다. 이는 감정 내에서 중요성을 가지며 제임스-랑게 감정 이론과 같은 이론에 포함되었다. 한스 아이센크(Hans Eysenck)에 따르면 기본 각성 수준의 차이로 인해 사람들이 외향적인 사람이 되거나 내향적인 사람이 된다.
여키스-도슨 법칙에 따르면 수행에 대한 최적의 각성 수준이 존재하며 각성이 너무 적거나 너무 많으면 작업 수행에 부정적인 영향을 미칠 수 있다. 여키스-도슨 법칙에 대한 한 가지 해석은 이스터브룩(Easterbrook) 단서 활용 가설이다. 이스터브룩은 각성이 증가하면 그 수가 감소한다고 말한다.

## 같이 보기
- 낮은 각성 접근
- 낮은 각성 이론
- 성적 각성
- 정서

## 참고 문헌
Pfaff, Donald (2006). 《Brain Arousal and Information Theory: neural and genetic mechanisms》. England: Harvard University Press.